# Ctenocalanus longicornis
Ctenocalanus longicornis är en kräftdjursart som beskrevs av Tamezo Mori botanist  1937. Ctenocalanus longicornis ingår i släktet Ctenocalanus och familjen Clausocalanidae. Inga underarter finns listade i Catalogue of Life.